# Mbuun (langue)
Pour les articles homonymes, voir Mbuun.
Le mbuun, ou imbuun, est une langue bantoue parlée en république démocratique du Congo.

## Prononciation
Le mbuun a 7 voyelles.
|           | Antérieur | Postérieur |
| --------- | --------- | ---------- |
| Fermé     | i         | u          |
| Mi-fermé  | e         | o          |
| Mi-ouvert | ɛ         | ɔ          |
| Ouvert    | a         |            |